# Viktor Cotič
Viktor Cotič, slovenski slikar, scenograf in ilustrator, * 8. december 1885, Trst, † 29. junij 1955, Ljubljana.

## Življenje in delo
Obiskoval je nižjo realko v Idriji, od 1908 je na Dunaju študiral na slikarski akademiji pri Rudolfu Bacherju. Potoval je po Italiji, služboval kot učitelj risanja na gimnaziji v Zadru, od 1919 na realki v Mariboru, kjer je 1919 ustanovil umetnostni klub »Ivan Grohar« in priredil prvo umetniško razstavo v tem mestu ter od 1933-1950 v Ljubljani. Kot scenograf je delal v Trstu in Mariboru. Znan pa je tudi kot slikar-realist, ki je ustvarjal v olju, akvarelu in lesorezu krajine in portrete. Ukvarjal pa se je tudi z ilustracijo in restavriranjem. Razstavljal je v Zadru, Trstu, Gorici, Ljubljani, Mariboru, na Dunaju, v Leobnu in Hodonínu (Češka). Cotič je bil slikar realist s prvinami impresionizma, secesije in barvnega ekspresionizma.
11. aprila 1930 je sodeloval na posvetovanju izvedencev o izboru lokacije za postavitev pravoslavne cerkve v Mariboru, kjer se je zavzel proti njeni gradnji na takratnem Jugoslovanskem trgu; pravoslavno cerkev so pozneje kljub temu zgradili na tej lokaciji, vendar že spomladi 1941 tudi spet porušili.